# Torrejón-DYC
La prueba ciclista Torrejón-Dyc también denominada Clásica Segovia era una clásica ciclista que se celebraba entre las localidades de Torrejón de Ardoz y las Destilerías Dyc en Palazuelos de Eresma.
Se disputó por primera vez en 1972, si bien en aquella edición se componía de dos sectores, y fue ya a partir de la siguiente edición cuando mantuvo el formato de clásica con la disputa de una sola etapa. Se disputó ininterrumpidamente hasta el año 1978, sufriendo un parón hasta el año 1983 en el que se retomó la prueba hasta el año 1987. En el año 1994 se retomó la prueba a modo de criterium en homenaje a Pedro Delgado. 
En su palmarés no consta ningún ciclista que haya conseguido repetir triunfo, si bien ha sido dominada por los ciclistas españoles, habiendo logrado un único ciclista extranjero la victoria en la misma, el belga Guido Van Calster.

## Palmarés
En naranja: ediciones amistosas de exhibición no oficiales (critériums).
| Año       | Ganador                    | Segundo                    | Tercero                     |
| --------- | -------------------------- | -------------------------- | --------------------------- |
| 1972      | Agustín Tamames            | Txomin Perurena            | José Manuel López Rodríguez |
| 1973      | Txomin Perurena            | Francisco Javier Elorriaga | Jaime Huelamo               |
| 1974      | José Grande                | Juan Manuel Santisteban    | Jaime Huelamo               |
| 1975      | Javier Francisco Elorriaga | Tomás Nistal               | José Gómez Lucas            |
| 1976      | Andrés Oliva               | Faustino Fernández         | Carlos Ocaña                |
| 1977      | Miguel Mari Lasa           | Anastasio Greciano         | Fernando Cabrero            |
| 1978      | Luis Alberto Ordiales      | José Luis Mayoz            | Antonio Abad                |
| 1979-1982 | No se disputó              | No se disputó              | No se disputó               |
| 1983      | Julián Gorospe             | Jesús Rodríguez Magro      | Carlos Machín               |
| 1984      | Faustino Rupérez           | Felipe Yáñez               | Alberto Fernández           |
| 1985      | Miguel Ángel Iglesias      | Pacho Rodríguez            | Jesús Blanco Villar         |
| 1986      | No se disputó              | No se disputó              | No se disputó               |
| 1987      | Guido Van Calster          | Jesús Blanco Villar        | José Enrique Carrera        |
| 1988-1993 | No se disputó              | No se disputó              | No se disputó               |
| 1994      | Abraham Olano              | Pedro Delgado              | Miguel Induráin             |

### Palmarés por países
Solamente se tienen en cuenta las ediciones profesionales:
| País    | Victorias |
| ------- | --------- |
| España  | 10        |
| Bélgica | 1         |